# Drosera burkeana
Drosera burkeana ist eine fleischfressende Pflanze aus der Gattung Sonnentau (Drosera). Sie ist in Südafrika heimisch und wurde 1848 von Jules Émile Planchon erstbeschrieben.

## Beschreibung
Drosera burkeana sind kleine krautige Pflanzen. Sie wachsen als schopfförmige Rosette aus wenigen dünnen, doch langen Wurzeln. 
Die Blattstiele sind rund 1 Zentimeter lang, im Querschnitt zylindrisch und leicht behaart, die Nebenblätter sind unterhalb einfach, oberhalb schlitzblättrig und rostfarben. Die Spreite ist rund 1 Zentimeter lang, umgekehrt eiförmig bis spatelförmig und auf der Unterseite kahl werdend.
Die Blütenstände biegen sich unterhalb der Rosette weg, die Blütenstandsachse ist aufrecht und 5 bis 20 Zentimeter lang. An ihrem Ende trägt sie drei bis zehn Blüten, die eng aneinander stehen. Die Kelchblätter sind verwachsen, die einzelnen Lappen sind bis zu 4 Millimeter lang und eiförmig. Die Kronblätter sind umgekehrt-eiförmig, kurz genagelt und haben eine ungefähre Länge von rund 5 Millimetern.
Die dünnen Staubfäden sind abgeflacht, das Konnektiv leicht verbreitert. Die Griffel sind vom Ansatz an geteilt, aufwärts gebogen, die Narben löffelförmig und häutig. Die Kapselfrüchte sind länglich-rund und 3 Millimeter lang, die Samen eiförmig, schwarz und 0,5 Millimeter lang.

## Verbreitung
Die Art findet sich von Südafrika (Transvaal, Swaziland) bis weiter nördlich ins tropische Afrika und Madagaskar. Drosera burkeana wächst ausschließlich in Sümpfen.